# Silvano Basagni
Silvano Basagni (n. 6 august 1938, Florența, Regatul Italiei – d. 10 mai 2017, Florența, Italia) a fost un trăgător de tir ce a reprezentat Italia, medaliat olimpic. A participat la 3 ediții ale Jocurilor Olimpice (1972, 1976, 1980) în care a câștigat o medalie de bronz.